# Venom (banda)
Venom és una banda de metall extrem anglesa formada el 1979 a Newcastle. Es va fer coneguda cap al final de la New Wave of British Heavy Metal. Els seus dos primers àlbums —Welcome to Hell (1981) i Black Metal (1982)— són considerats com uns dels més influents en el thrash metal i el metall extrem en general. A més a més, el títol del segon disc va donar nom a un altre sugbènere de metal, el black metal.

## Trajectòria

### Primers anys (1978–1981)
Els components originals de Venom procedien de tres bandes diferents: Guillotine, Oberon i Dwarf Star. A Guillotine tocaven Jeffrey Dunn i Dave Rutherford a les guitarres, Dean Hewitt al baix, Dave Blackman a les veus i Chris Mercater a la bateria, que havia rellevat Paul Burke. Blackman i Mercater van ser alhora reemplaçats pel vocalista Clive Archer i el bateria Anthony Bray, tots dos d'Oberon. Més endavant Dean Hewitt va ser succeït per Alan Winston al baix. Va ser durant aquesta època que es va crear Venom. Cap al final de la tardor de 1979 Conrad Lant, de Dwarf Star i Album Graecum, va succeir Dave Rutherford. Lant es va passar al baix després que se n'anés Winston. Els membres van agafar nous noms artístics: Archer va esdevenir Jesus Christ; Lant, Mr. Cronos; Tony Bray, Abaddon, i Jeff Dunn, Mantas.
Les primeres influències de banda en formació eren Black Sabbath, Judas Priest, Motörhead i Kiss. Altres grups que Venom ha citat com a inspiració són Queen, The Who, Deep Purple, Sex Pistols, Van Halen, The Tubes i The Rolling Stones.
Des del començament de la seva carrera, Venom ha fet servir imatgeria i lletres satàniques. Amb tot, la banda no és satànica, i només utilitzen aquestes referències com a provocació.
L'abril de 1980 Venom va gravar un disc amb tres cançons, "Angel Dust", "Raise the Dead" i "Red Light Fever". Poc més tard van enregistrar 6 cançons més per només 50 lliures. Archer va deixar la banda després i l'alineació de Venom va passar a ser un trio.

### Alineació clàssica (1981–1986)
El debut de Venom va ser el single de 1981 "In League with Satan"/"Live Like an Angel", editat per Neat Records. Després van publicar el seu llarga durada debut, Welcome to Hell. Gravat amb un so rude i dubtós, Welcome to hell va ser una gran influència en les bandes de thrash metal futures. La música de Venom era més ràpida i dura que la de la major part dels seus contemporanis i, tot i que el satanisme i altres temes obscurs ja s'havien fet servir en el metal, mai no havien estat tan prominents. S'ha dit que Lant havia manifestat que l'enaltiment d'aquests temes perversos estava inspirat en la necessitat de superar músics com Ozzy Osbourne, de Black Sabbath.
El segon àlbum, Black Metal (1982), es considera que és potser la influència més important en el desenvolupament del black metal, thrash metal, death metal i altres estils relacionats amb el metall extrem. Molts elements que defineixen aquests gèneres es poden trobar per primer cop en lletres i títols de cançons creats per Lant, així com el seu estil únic de cantar i la manera de tocar la guitarra de Dunn. Tot i que ara es consideren fites importants, cap dels dos àlbums va vendre gaire quan van aparèixer per primer cop. I mentre molts dels seus companys britànics van tenir èxit popular o de crítica, Venom se'ls veia com un "trio de bufons".
En un intent de demostrar que eren músics seriosos, Venom van gravar At War with Satan el 1984. La cançó de 20 minuts que donava títol al disc, amb influències substancials de rock progressiu, ocupava la cara A del disc; la cara B estava centrada en les cançons ràpides de tres minuts habituals.
El 1985 Venom va llençar el quart treball, Possessed, que no va tenir tant d'èxit com els anteriors. Dunn va deixar la banda aleshores per començar una carrera tot sol. Cronos, en tot cas, considerava que Possessed estava infravalorat.

### Canvis d'alineació i partida de Lant (1987–1996)
Van contractar dos guitarristes nous, Mike Hickey i Jim Clare, per reemplaçar Dunn. El cinquè àlbum, Calm Before the Storm (1987), va deixar estar els temes satànics per abordar els de fantasia èpica. El disc va tenir encara menys èxit que l'anterior, i Lant, Calre i Hichey van abandonar Venom després de la gira subsegüent.
Bray va restar com a únic membre de Venom, però va poder convèncer Music for Nations per signar un contracte per a un nou disc, per al qual va fer servir cançons de la demo Deadline, gravades anteriorment però mai no publicades. El 1988 Bray va oferir a Tony Dolan d'Atomkraft tocar el baix i cantar. Tots dos van compondre nou material abans que Dunn s'hi tornés a afegir, juntament amb el guitarra rítmic Al Barnes. Plegats van enregistar Prime Evil (1989), Tear Your Soul Apart (1990) i Temples of Ice (1991). Llavors Barnes va deixar la banda i es va contractar Steve White perquè n'ocupés el lloc. Van publicar el 1992 The Waste Lands, també sense èxit. Music for Nations va rebutjar continuar produint més discos de Venom i així Dolan i Dunn van abandonar, fet que va provocar la dissolució del grup. Bray va continuar fent recopilatoris i àlbums de directes fins al 95.

### Reunió de l'alineació clàssica (1995–1999)
El 1995 Lant, Dunn i Bray es van tornar a unir i van encapçalar el festival Waldrock el 24 de juny de 1995. Van autoeditar l'EP Venom '96 amb 4 cançons regravades i una de nova, amb un contracte amb el segell SPV. Van publicar l'àlbum Cast in Stone (1997) amb material nou i cançons regravades de l'època d'esplendor dels 80.

### Treballs recents (1999–act.)
Bray va deixar Venom el 1999 i el germà de Lant, Antony "Antton" Lant, el va reemplaçar. Aquests components van publicar l'àlbum Ressurrection el 2000 amb SPV. El 2002 Dunn també va abandonar el grup i hi va tornar Hickey. Cap a finals del 2005 van llançar una caixa de 4 discos, MMV, amb les cançons més conegudes del grup i algunes cançons rares, a més d'un pòster i un llibret de 60 pàgines amb imatges i entrevistes.
Amb aquesta alineació, Venom va publicar Metal Black. Hickey va ser rellevat pel guitarrista La Rage l'any 2007. Van publicar el disc Hell l'any següent. Antton Lant se'n va anar per concentrar-se en la seva banda i va ser reemplaçat pel bateria Danny "Dante" Needham, amb qui van publicar Fallen Angels el 28 de novembre del 2011. El 27 de gener del 2015 Venom va publicar el catorzè disc d'estudi de la seva carrera, From the Very Depths.

## Estil
Com que Venom han estat pioners del metall extrem i han influït moltes bandes de thrash, black i death metal, entre altres estils, el gènere de metal que toquen ha estat tema de debat. La premsa els ha posat etiquetes diverses, tot i que les més habituals són black metal, thrash metal i speed metal.
Cronos insisteix a anomenar-lo black metal, a desgrat del gènere que va florir més endavant a Noruega:
| « | És una de les coses quan vaig veure per primera vegada quan vaig veure l'escena noruega a principis dels noranta. Vaig pensar "ok, sé que van dir que Venom són una influència, etcètera, etcètera; veurem cap on aniran aquests. I després, quan vaig començar a llegir-ne les lletres i les entrevistes i a veure que deien si fa no fa el mateix, però sobre el seu país, i tenien la seva religió, amb tots els déus nòrdics com Wodan i Thor. I llavors, de cop i volta els cristians van arribar i van tractar de destruir la seva religió. És molt bo que es quedessin en les creences del seu país també amb les seves lletres. Per tant, ells no són exactament el mateix que Venom, van inventar una cosa pròpia, que crec que és collonut. | » |

## Llegat i influència
Welcome to Hell ha influït moltes bandes. La música de Venom ha ajudat a orientar el desenvolupament de moltes bandes de thrash metal, sobretot els "guatre grans del thrash", també molt influents: Metallica, Slayer, Anthrax i Megadeth. Venom també han tingut molta importància per al black metal i també per als començaments del death metal, amb nombrosos grups que n'han copiat estil, tema i imatgeria. La MTV no els va incloure en les 10 bandes de metal més importants, però sí que els va dedicar una "menció honorífica".

## Membres
| Membres actuals - Conrad "Cronos" Lant – baix, veus (1979–1987, 1995–act.) - Stuart "La Rage" Dixon – guitarra (2007–present) - Danny "Dante" Needham – bateria (2009–present) | Membres anteriors - Anthony "Abaddon" Bray – bateria (1979–1999) - Jeffrey "Mantas" Dunn – guitarra (1979–1986, 1988–2002) - Clive "Jesus Christ" Archer – veus (1979–1980) - Mike "Mykvs" Hickey – guitarra (1986–1987, 2005–2007) - Jim Clare – guitarra (1986–1987) - Tony Dolan – veus, baix (1988–1992) - Alastair "Big Al" Barnes – guitarra (1988–1991) - V.X.S. - teclats (1991-1992) - Steve "War Maniac" White – guitarra (1992) - Anthony Lant – bateria (2000–2009) |

## Discografia
| Àlbums d'estudi - Welcome to Hell (1981) - Black Metal (album)\|Black Metal (1982) - At War with Satan (1984) - Possessed (1985) - Calm Before the Storm (1987) - Prime Evil (1989) - Temples of Ice (1991) - The Waste Lands (1992) - Cast in Stone (1997) - Resurrection (2000) - Metal Black (2006) - Hell (2008) - Fallen Angels (2011) - From the Very Depths (2015) Senzills i EPs - In League With Satan (single, 1981) - Bloodlust (single, 1982) - Die Hard (single, 1983) - Warhead (single, 1984) - Manitou (single 1984) - Nightmare (single, 1985) - Hell At Hammersmith (EP, 1985) - Fire (single 1987) - Tear Your Soul Apart (EP, 1990) - Venom '96 (EP, 1996) - Anti Christ (single, 2006) - Hammerhead (single 2011) | Àlbums de directes - Official Bootleg (1985) - Eine Kleine Nachtmusik (1986) - The Second Coming (1997) - Bitten (2002) - Witching Hour (2003) Recopilatoris - American Assault (EP, 1985) - Canadian Assault (EP, 1985) - French Assault (EP, 1985) - Scandinavian Assault (EP, 1985) - German Assault (EP, 1987) - Japanese Assault (1985) - From Hell to the Unknown... (1985) - The Singles 80-86 (1986) - Acid Queen (1991) - In Memorium (1991) - The Book of Armageddon (1992) - Leave Me in Hell (1993 ) - Skeletons in the Closet (1993) - Kissing the Beast (1993) - Old, New, Borrowed and Blue (1993) - Black Reign (1996) - From Heaven to the Unknown (1997) - New, Live, and Rare (1998) - Buried Alive (1999) - The Collection (2000) - Court of Death (2000) - The Venom Archive (2001) - Greatest Hits & More (2001) - Kissing the Beast (2002) - Darkest Hour (2002) - Welcome to Hell (2002) - Lay Down Your Soul! (2002) - In League with Satan (2003) - Witching Hour - The Best of Venom (2003) - The Seven Gates of Hell - Singles 1980-1985 (2003) - MMV (2005) |